# Lief Java

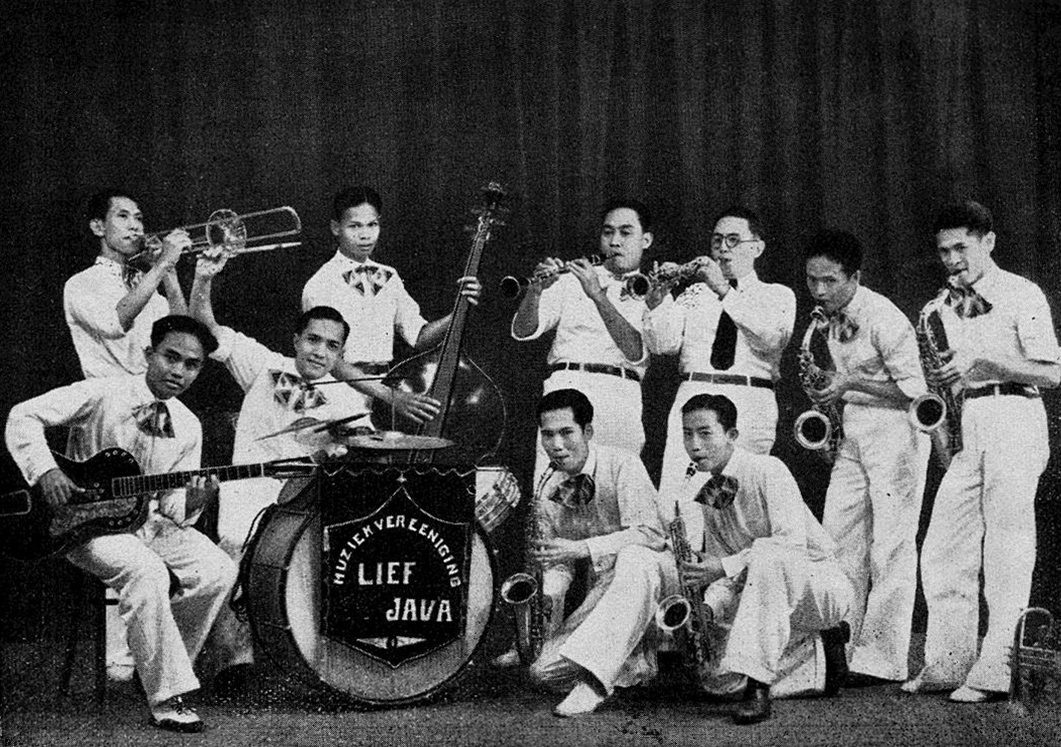
Un reparto jazz

Lief Java (letteralmente, in italiano, "Dolce Giava") è stata un'orchestra delle Indie orientali olandesi (ora Indonesia). Fu il primo complesso kroncong della colonia.
Secondo un articolo comparso nel Pedoman Radio l'orchestra sarebbe:
.

## Membri
Vari sono i musicisti che sarebbero stati, secondo le fonti ufficiali, membri della Lief Java, tra cui Ismail Marzuki, un cantautore noto per le sue opere nazionaliste, il cantante cieco Annie Landouw, ed i coniugi attori teatrali Kartolo e Roekiah. Altri membri furono probabilmente Hugo Dumas, Atjep e Miss Netty.